# チョウンシー (DD-3)
|          |                                      |
| 艦歴     |                                      |
| 発注     |                                      |
| 起工     |                                      |
| 進水     | 1901年10月26日                       |
| 就役     | 1903年2月21日                        |
| 退役     |                                      |
| その後   | 1917年11月19日に事故で沈没           |
| 除籍     |                                      |
| 性能諸元 |                                      |
| 排水量   | 420トン                              |
| 全長     | 250 ft (76.2 m)                      |
| 全幅     | 23.7 ft (7.19 m)                     |
| 吃水     | 6 ft 6 in (1.98 m)                   |
| 機関     |                                      |
| 最大速   | 29ノット (54 km/h)                   |
| 乗員     | 士官、兵員75名                       |
| 兵装     | 3インチ砲2門、 18インチ魚雷発射管2門 |

チョウンシー (USS Chauncey, Destroyer No. 3/DD-3) は、アメリカ海軍の駆逐艦。ベインブリッジ級駆逐艦の3番艦。艦名はアイザック・チョウンシー代将に因む。

## 艦歴
チョウンシーはペンシルベニア州フィラデルフィアのネーフィー・アンド・レヴィー・シップ・アンド・エンジン・ビルディング社で起工、1901年10月26日にM・C・S・トッド夫人によって進水し、1902年11月20日に限定的に就役した。1902年12月2日に予備役となり、1903年2月21日にS・E・モーゼズ大尉の指揮下完全に就役し、大西洋艦隊に合流した。
チョウンシーは沿岸戦隊と共に1903年9月20日まで任務に就き、その後アジア艦隊へ配属となり10月18日にキーウェストを出航した。スエズ運河を通過しフィリピンのカヴィテに到着、アジア艦隊と共にフィリピン海域、中国沿岸で夏まで作戦活動を行った。1905年12月3日から1907年1月12日までカヴィテで予備役として保管され、その後任務に復帰するとアメリカ合衆国が第一次世界大戦に参戦するまで任務に従事した。
『デリラ Delilah』は、マーカス・グッドリッチという名のチョウンシーの生存者によって記述された本である。これはチョウンシーで下士官として勤務した彼の経験に基づくフィクションである。
1917年8月1日にカヴィテを出航し、フランスのサン・ナゼールを拠点とする東太平洋での船団護衛任務に向かった。11月19日、ジブラルタル西方110マイル(177km)で船団護衛任務に従事していたチョウンシーは、イギリスの商船ローズ (SS Rose) と衝突する。両艦は戦闘海域で照明無しに航行していた。03:17にチョウンシーは2,700mの海底に沈没した。艦長のウォルター・E・レノ少佐を含む21名が死亡し、70名がローズによって救出され港に運ばれた。